# 中国武術

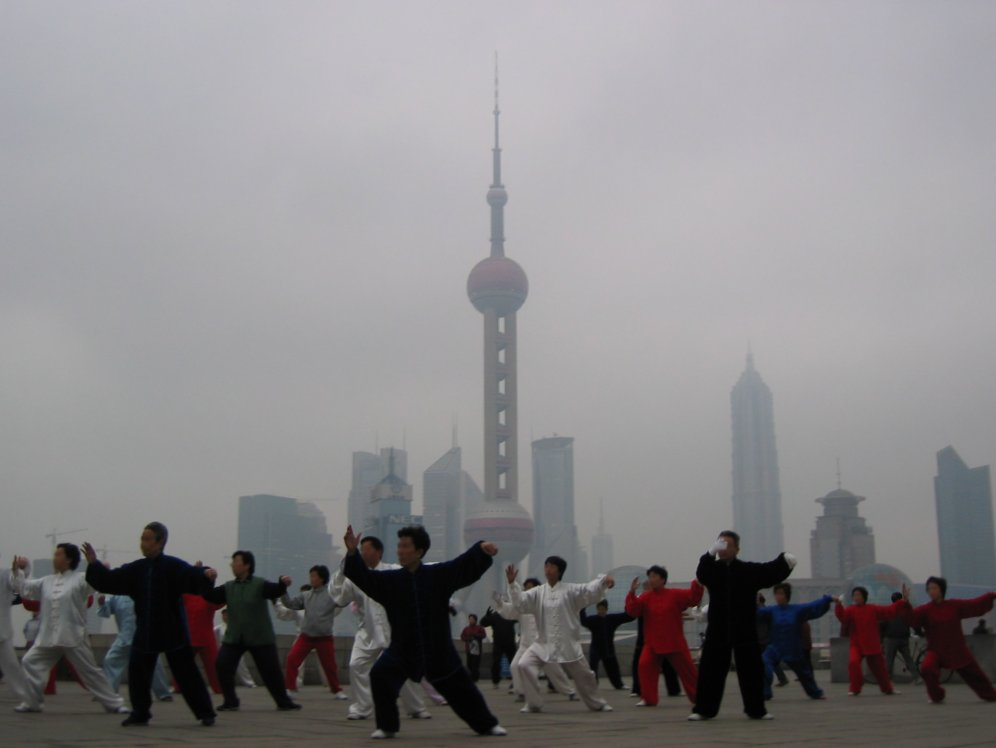
朝に上海の広場で健康体操の簡化太極拳をしている人々

中国武術（ちゅうごくぶじゅつ）とは、中国大陸に起源を持つ武術の総称。「中国武術」は中華人民共和国（中国大陸）では単に「武術（ウーシュー、wǔshù）」、台湾では「國術（グォーシュー、guóshù、日本国でこれから転じて国術）」、広東省など両広地方では功夫 とも呼ばれる。また、中国で単に「武術」というと世界中の「武術」「武道」「格闘技」全般を指すこともある。

## 概説
中国拳法とも日本ではよく呼ばれるが、中国での名称である武術という言葉が示すのは徒手技術である拳法のみではなく、火器を除く武器術も含まれる。武器は中国においては器械、または兵器と呼ばれ、刀や剣に代表される短器械、槍や棍に代表される長器械などがある。中国の武術の門派の数は400とも600とも言われるが、徒手拳術と器械を備えている門派が多い。
現在、「武術」（ウーシュー、日本名「武術太極拳」）の競技名で点数制の套路競技（表演競技）や散手（散打）競技（徒手の組手競技）が中国国内だけでなく、世界選手権である世界武術選手権など国際的に行われている。（この国際競技スポーツとしての「武術（武術太極拳）」は、節「伝統拳と制定拳」や武術太極拳を参照）
現在、中国での武術の目的は「看」、「健身」、「実用」、すなわち見て美しい演武を行うこと、体を鍛えて健康になること、そして相手を殺傷できる力をつけることの3つであると考えられている。「看」の側面を強調したものは表演武術武術太極拳である。「健身」の側面を代表するものは太極拳である。太極拳の愛好者は世界中に大勢いるが多くの人が武術としてよりも健康法として行われている。「実用」の側面には二つの大きな流れがあり一方は競技化された散打と呼ばれる対戦スポーツ形式の競技であり、一方は民間もしくは様々な武館等に伝承される伝統流派の存在である。こちらは今尚古来より伝わる本来の武としての練功（練習）方法を伝えている。日本の例で例えるなら前者はk-1に見られる競技化の一形態であり後者は伝統保存を目的とした古武術と見る事が出来る。「健身」に関しても古来においては自身を強靭な武器と化す為の命懸けの危険な練功（練習）法も存在した。
もともと古代中国において「武」とは戦乱の世を過ごした人々により殺人・殺傷的意味を含み使われていた。しかし漢代の『説文解字』によって「術」という平和的発想に転換した。直接的には『春秋左氏伝』の宣公十二年の故事に由来している。

## 歴史

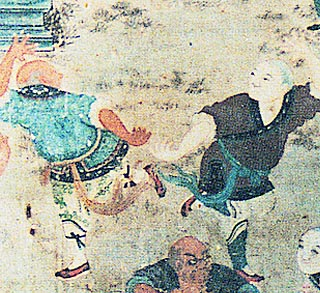
少林寺千佛堂の壁画

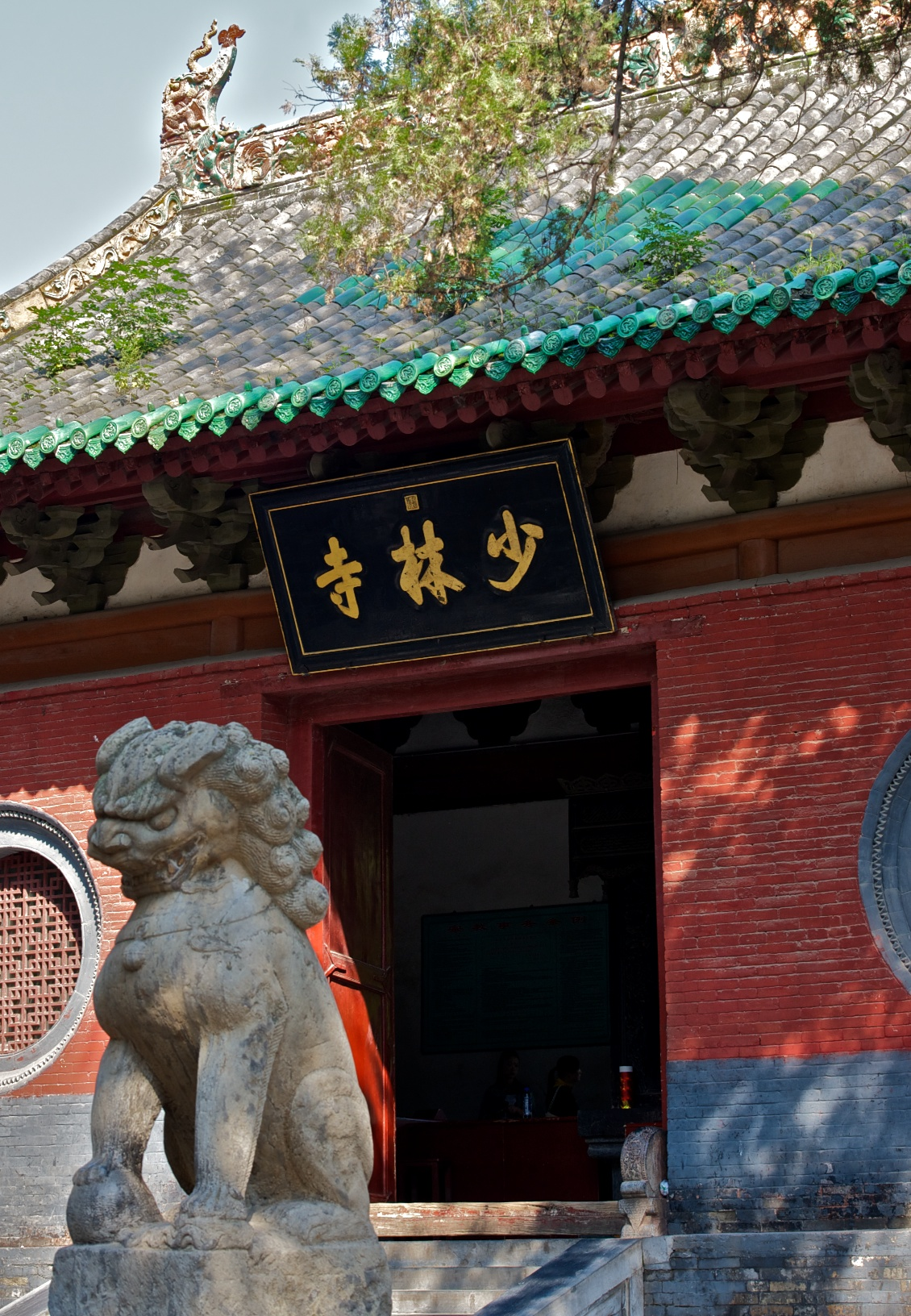
嵩山少林寺

中国武術の起源は、漢王朝（前漢・後漢。紀元前206年 - 220年）の時代に黄河沿いに住んだ人々の自衛も含めた戦（いくさ）の為の教練から始まったといわれている。その後、間もなく娯楽の要素としてや健康法としても見直されるになった。現在、中国武術の門派は多種多様な民族に比例し数え切れない程存在する。そのそれぞれが自らの門派の起源に関する逸話を持っているが、自らの門派が優れたものであることを示すために伝説上の有名人や英雄に創始者を仮託しているものも多く見られる。最も有名な少林拳、太極拳について開祖伝説を記しておく。右の壁画は、松田隆智の著書『少林拳術羅漢拳』によると、「中国で発行されている『世界体育』に、壁画は元南京軍区副司令員の銭釣将軍が1917年から1921年にかけて描いたものであるという。」
少林拳の開祖伝説
河南省嵩山にある禅宗の寺院である少林寺は武術の修行場所としても有名であるが、少林寺の武術の起源として、インドから来た菩提達磨が始祖であるという。菩提達磨が少林寺に来て禅宗の教えを授ける際に、少林寺の僧侶たちが体力が無くて精神を鍛えることが出来ないことを嘆き、体力を鍛える秘法、易筋行、洗髄行を授けた。その後洗髄行は失伝したが、易筋行を元にして少林寺で十八羅漢手という武術が発達し、これを元にして少林拳が出来たという。実際には菩提達磨が少林寺で坐禅をしたという伝説があるのみで、武術を授けたというのは後世に作られた逸話といわれている。
太極拳の開祖伝説
少林寺で修行した張三丰は、その後に武当山にこもって修行し、道教の吐納法（呼吸法）や導引術（心身鍛錬法）などを合わせた内家拳を編み出した、とされる。少林寺で修行したことなどは、事実を明確に検証する学問である考証学の祖と言われた黄宗羲の子、黄百家が書した「内家拳法」の冒頭に下記のように書かれている。 「自外家至少林其術精矣張三峯既精於少林復従而飜之是名内家得其一二者已足勝少林王征南先生従學於單思南而獨得其全」（  自ら外家の少林に至り、其の術精なり。張三峯既に少林に精し、復た従いてこれを翻し、これに名づけて内家と為す。その一二を得れば、すでに少林に勝つに足る。 王征南先生は単思南に従ひて学びて独りその全てを得たり）

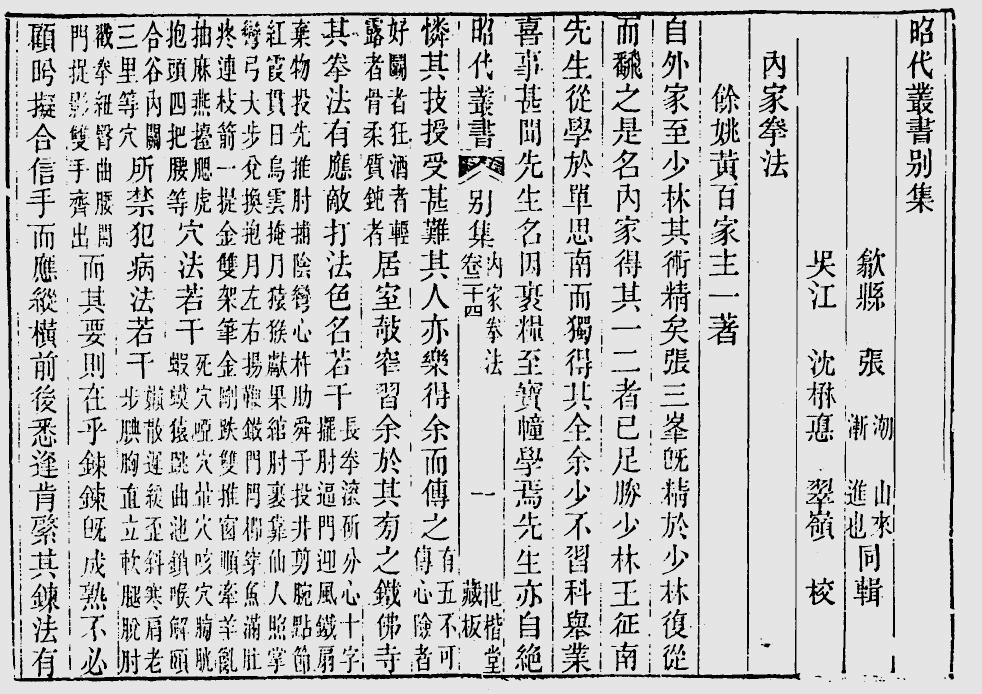
このことは、事実を明確に検証する学問である考証学の祖と言われた黄宗羲の子、黄百家が書した「内家拳法」の第一ページ目

少林拳等が外家拳と呼ばれるのに対して、太極拳、形意拳、八卦掌等は内家拳（武当門）と呼ばれることがある。中国武術の全国的統一組織であった南京中央国術館の武当門の門長に楊氏太極拳三世の楊澄甫が就任しているが、後に各門派ごとの組織に改められ、武当門は廃されている。考証学の祖である黄宗羲が記した王征南墓志銘には、内家拳は北宗代の張三丰を始祖とし、王征南はその使い手であると記されている。その拳法の詳細を、黄宗羲の子息である黄百家が「内家拳法」に記録している。内家拳と太極拳、紀効新書の拳経との関係を考察する研究がある。その他、太極拳の源流は、河南省の陳家溝という村にあり、ここでは代々、陳氏の一族に伝えられている武術があった。古い武術、おそらくは同じ河南省にある少林寺系統の武術が狭く一族だけに伝えられる内に独自の発達をしたものであると言われている。また、陳氏の武術には戚継光が著した『紀効新書』の「拳経」三十二勢から技法が採用されている。
義和団の乱

### 中国武術の一般名
- 1911年に馬良が「新武術」という名称を著作『中華新武術』で提唱。
- 1927年に中華民国の張之江が「國術」という統一一般名称を提案採用される。
- 1928年に張之江は中央國術館を設立。
- 1952年中華人民共和国の国家体育運動委員会の運動種目の名称を「武術」とした。
  - 台湾(中華民國)では「國術」のまま存続した。
- 1980年ごろ新武術というあらたな種目も提案される。

## 分類
中国の武術は有名なものだけでも400種類以上と言われ、その全てを網羅することは不可能であり、また分類整理も完全とは言えない。中国の武術をいくつかに分類する方法があるが、いずれも異論がある。

### 外家拳と内家拳

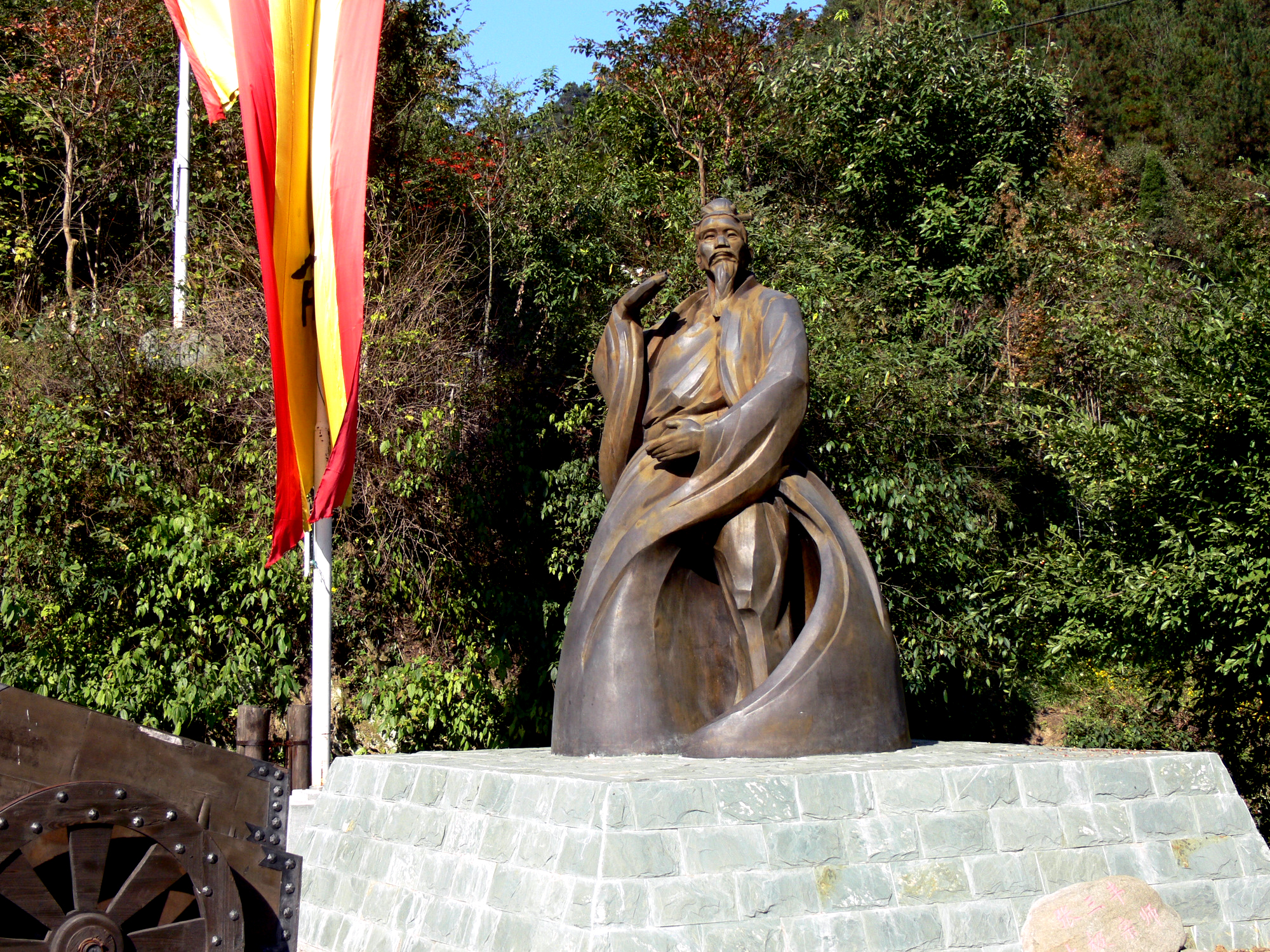
太極拳の創始者・張三丰

少林拳のように筋骨、体力を鍛え、体を外面から強くして剛力を用いる武術を外家拳と呼び、太極拳のように呼吸や内面を鍛えて柔軟な力を用いる武術を内家拳と呼ぶ。しかし、実際には少林拳も初期の練習でこそ筋骨を鍛えるが、練度が進むと内面を鍛え、逆に、太極拳にも剛の力が多く含まれている。武術を深く理解しない者が表面的な技法のみを見て行った分類だと考えられることから、現在では重視されることはほとんどない。
少林拳は仏教の寺院で学ぶ武術であるので出家した者、即ち家の外にいる者が修める武術であるので外家拳、太極拳は出家しない道教の信者、即ち家の内にいる者が学ぶので内家拳である、とする説もあるがあまり一般的ではない。別の説として、黄百家の「内家拳法」がある。しかし、一般的に言われる内家拳との関係は不明であり、また太極拳との関係も不明である。
ちなみに日本では内家拳の普及度が高く、海外では外家拳の普及度が高い。これは中国系移民が広東省福建省といった外家拳が盛んな地域出身者が多い為と言われている。

### 少林派と武当派と峨眉派
多くの武術が少林寺の武術を起源とする伝説を持つことから、少林拳を含めて数多くの武術を少林派と呼び、太極拳の創始者とされた張三丰が修行した場所が武当山であることから太極拳を武当派武術と呼ぶ。太極拳の門派の者が少林拳門派に対抗意識が強いために、2つの門派が対等で対立しているという発想から無理に考えられた呼称であるように思われる。別の説として、1928年に南京中央国術館が開設され、当初は学科として、少林門と武当門が設けられた。武当門の中に武当拳、太極拳、形意拳、八卦掌などが含まれていた。しかし後にこの学科の分類は誤解を生じさせるものとして改められた。

### 北派と南派

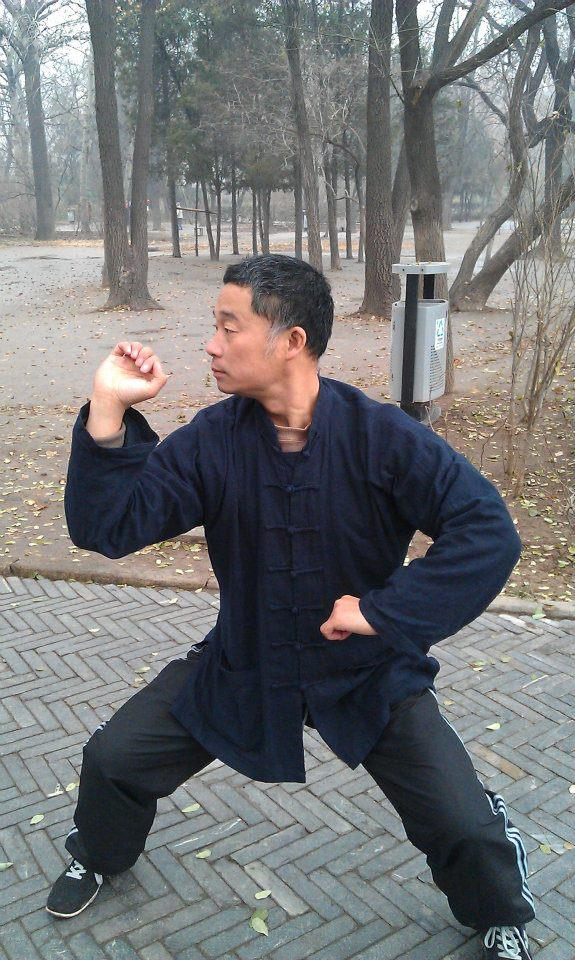
八極拳

狭義では、北派少林拳と南派少林拳のことを指す。河南省嵩山少林寺とは別に、中国南部の福建省に南少林寺があり、嵩山少林寺を起源とする武術が北派少林拳、あるいは単に少林拳と呼び、南少林寺を起源とする武術を南派少林拳と呼ぶ。清代の反清復明運動（満州民族の王朝である清を倒して、失われた漢民族王朝である明を復興させようと言う秘密結社的活動）においてその拠点が南少林寺であり、その活動の中で発達した武術が南派少林拳であるという伝説がある。南少林寺はあくまで伝説上の存在とする説が有力であり（唐豪『少林拳術秘訣考証』）、近年まで南少林寺の存在自体が架空のものであるとされていたが、南少林寺に関するものと思われる嵩山少林寺で発見された古文書や福建省に南少林寺のものと思われる遺跡が発見されたとして、現代では実際に存在したのではないのかとする説も現れている。南少林寺の真実の解明については今後の研究が待たれる。なお現在、福建省泉州市に存在する「南少林寺」は新たに建立された寺院である。
一般的には北派と南派という名称は、広くは中国北部で主に行われる武術と、南部で主に行われている武術を指す（南北の境界は長江）。南北で技法や理念に大まかに違いがあり、南拳北腿と言われ、南派は拳、即ち手や腕を多く用い、北派は腿、即ち蹴りを多用すると言われている。北部は平原が多いために移動や跳躍や蹴りの多い武術が発達し、南部は川を船で移動することが多く狭い場所・揺れる場所でも練習できる武術が発達したという説があるが真偽は定かではない。確かに中国南部における武術には主に上半身を用いる武術が多く見られ、北部では少林拳、査拳など蹴りが多彩な武術が多いことは事実であるが、南部でも莫家拳の様に蹴りを得意とする武術があり、北部にも形意拳、八極拳、翻子拳と言った蹴りの少ない武術があるので、必ずしも正確とは言えない。
長江以南では、広東省や福建省を中心として北部の武術とは異なり上半身を多く使い、下半身は安定させて移動は少なく力強い拳を打つといった南部特有の共通した風格を持つ武術が多く見られるために、現代でもこれらの武術は総称して南派と呼ばれる。ちなみに南拳という流派は存在せず、南派のいくつかの武術の総称である。長江以北の武術には太極拳も少林拳も含まれる。

## 門派
制定拳（中国が国家として制定した套路）の長拳、太極拳、南拳は、それぞれ、北派の外家拳、内家拳、および南派拳術から技を抜粋し競技スポーツ用に編集したものであると考えられる。
これ以外の古来の主な伝統武術を列挙すると下記のように分類することが出来る。
- 北派（外家拳）
  - 少林拳、査拳、翻子拳、八極拳、蟷螂拳、鷹爪拳（鷹爪翻子拳）など
- 北派（内家拳）
  - 太極拳、八卦掌、形意拳
- 南派武術（さらに広東南拳と福建南拳に分類できる）
  - 洪家拳、詠春拳、蔡莫拳、白鶴拳、蔡李佛、白眉拳など

分類の正当性については異論があるがここでは便宜上、上記分類に従った順番で各武術を紹介する。
別の分類の例として、伝統武術の四大流派は、華拳、峨媚拳、武当拳、少林拳とする説があり、多くの門派はこれらから分かれたとされる。

### 北派（外家拳）
少林拳（しょうりんけん）
少林拳は中国河南省嵩山に伝わる武術、もしくはその流れを汲む武術一般を含んでいる。
その歴史は古いが、義和団事件後に消滅の危機に合う。元々は大きな影響を与えたことから「天下の武術少林より出ず」と謳われている。
上海精武体育会では、潭腿を初級で学び、少林五戦拳(大戦、脱戦、短戦、十字戦、合戦)を正科とし、さらに羅漢拳を学んだ。
現代の少林拳は、日本ではしばしば「少林寺拳法」と混同される。しかし、現在広く知られている少林寺拳法は古典的嵩山少林寺の拳術を学んだ日本人宗道臣が、日本に帰国した後で新たに創始した独自の技術を持つ日本の武道であり、中国少林寺に伝承される武術とは異なる流派である。理念的にも技法的にも全く違っている。
しかし、日本国内においても現代中国少林拳の流れを汲む流派は多数存在する。
査拳（さけん）
査拳は中国山東省冠県がその発祥地と言われている（諸説あり）。古くからイスラム教徒（回族）の間で伝承されており、代表的な長拳類の一拳種である。動作は大きく、腿法を多用し、跳躍を含み、また一路査拳から十路査拳、いくつかのこれらを補う多くの拳術套路、器械套路を有している。現在ではいくつかの派に分かれ内外に広く伝承されている。
翻子拳（ほんしけん）
翻子拳は「双拳の密なること雨の如し、脆快なること一掛鞭の如し」と謳われるように両の拳を雨あられの様に連続して繰り出し、あたかも爆竹が炸裂する様な風格で非常にスピード感あふれる武術である。翻子拳は手技主体であるため、足技主体の戳脚（たくきゃく）と合わせて練習されることも多い。「戳脚翻子拳」として一流派として呼ばれることもある。
八極拳（はっきょくけん）
八極拳は中国河北省がその発祥地といわれ、古くからイスラム教徒（回族）の間で伝承されてきた。後に漢族に伝わり、それぞれ独自の発展を遂げている。その特徴は「崩」「撼」「突」「撃」に代表される重厚な風格を有しており、動作は比較的簡単に構成されている。八極拳は接近戦を得意としているため、ロングレンジでの攻防を得意とする劈掛拳と兼習されることも多い。孟村系、南京中央国術館系、西北系、東北系、武壇系など多くの派を生みだした。
蟷螂拳（とうろうけん）
蟷螂拳（螳螂拳）は王朗が獲物を捕るカマキリの動作に着想を得て創始したと伝えられる武術である。清朝の頃より中国山東省で伝えられ、現在では七星、梅花、太極、六合、八歩など多くの派に分かれ中国各地に分布している。武術としては「補漏」（すきあらば打つ、の意）を基本とする。手法が複雑で連関性に富み、「上下連貫」と呼ばれる手法と腿法のコンビネーションが巧みで、スピード感あふれる独特の風格を有している。伝承される套路や技法が非常に多いため「螳螂三百六十手」と称され、どんな技でも螳螂拳を探せば似たものが見つかると言われる。

### 北派（内家拳）

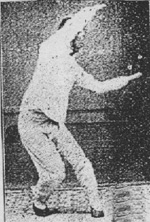
八卦掌

太極拳、八卦掌、形意拳などがある。
太極拳（たいきょくけん）
太極拳は、河南省陳家溝の陳一族に伝わる武術を元に広まり、現在では多くの門派がある。最も有名な五つの門派を五大太極拳ということがあり、それぞれ創始者の名を取って陳式、楊式、呉式、武式、孫式と呼ばれる。楊式は愛好者が最も多く、緩やかな動作を主とする。陳式は激しい動きを多く含み、少林拳に通じる技法も多い。他の太極門派に伝承されていない技法が数多く存在しているため、陳式を太極拳の源流とする説があるが、反論もある。いずれの門派も、静かな呼吸と緩やかな動きの架式（形）による修練方法が最大の特徴で、その動きが健康増進に効果が高いとされ、現在では武術としてよりも健康法として世界に広まっているが、有段者レベルだと推手と呼ばれる実戦的組み手練習も行われる。健康法として広く行われている簡化二十四式太極拳は、楊式太極拳に呉式のよりシンプルな動きを取り入れた制定拳と呼ばれる太極拳で、二十四の複合技（式）からなっている。楊無敵と言われた楊家太極拳の創始者楊露禅の太極拳は、現在において一〇八式や八十五式の套路と共に武当派などに、武道性(武当派ではタオの思想があるので「武道」と呼ぶ)を失わずに伝承されている。
八卦掌（はっけしょう）
八卦掌は、その名の如く殆ど拳を使わずに開いた掌（てのひら）を用いることと、また相手を中心とした円周に沿って滑らかな動作で移動する、走圏と呼ばれる歩法に特徴がある。非常に難度の高い武術であるとされる。代表的な套路には、老八掌、八大掌、連環掌、龍形掌、六十四掌などがある。
形意拳（けいいけん）
形意拳は太極拳や八卦掌と同じく、 北派、内家拳に分類される。陰陽五行説を技法として表現する五行拳（金行劈拳、木行蹦拳、水行鑚拳、火行炮拳、土行横拳）と呼ばれる五種の基本拳と、 その応用で十二形拳（龍形拳、虎形拳、猴形拳、馬形拳、鶏形拳、鷂形拳、燕形拳、𩿡形拳、鷹形拳、熊形拳、蛇形拳、鼉形拳）と呼ばれる、十二種の動物の意を表した象形拳を基本としている。代表的な套路には、五行連環拳・雑式捶・四把捶・八字功などがあり、対練には五花砲対練・五行砲対練・安身砲対練（十二形大用対拳）などがある。また、三体式（三才式、三体勢、開勢）という姿勢を基本架式として用いること、歩法には主に跟歩を用いることが特徴的である。かつては河南省に伝わる近親門派である心意六合拳も河南派形意拳と称されたが、現代では混同を避ける為、山西省、河北省伝来のもののみを形意拳と分類している。

### 南派武術
長江以南で広く行われる武術の総称であるが、活発な地域として福建省、広東省があり、それぞれに特徴がある。広東系南派少林拳には洪家拳、詠春拳、蔡李佛などが、福建系南派少林拳には白鶴拳などがそれぞれ含まれる。広東系南派の詠春拳、白眉拳は短橋狭馬といわれる。橋は腕の使い方を示し、馬は歩形を表す。即ち狭い歩幅で立ち、腕を短く使うことが特徴である。南拳の元になったと言われる洪家拳は長橋大馬と言われ、歩幅を広く取り腕を長く使う。

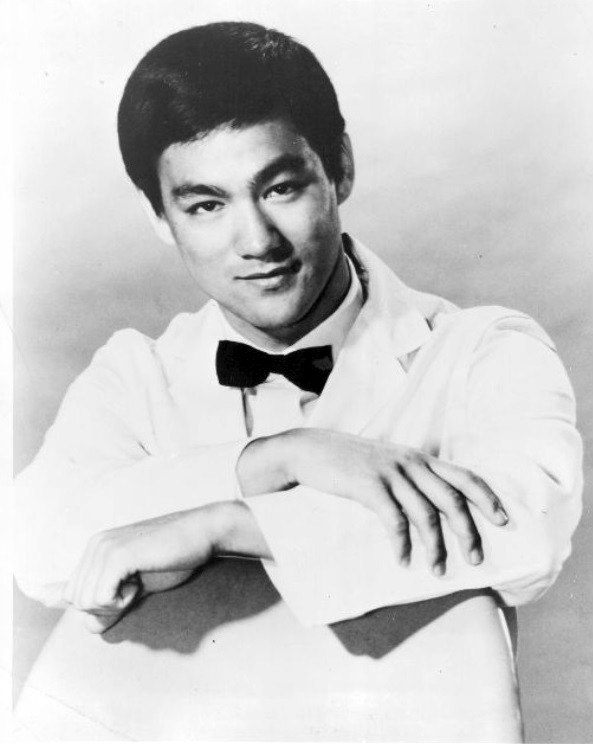
ブルース・リー

洪家拳（こうかけん）
洪家拳は、南派の代表的門派であり、南拳のイメージは即ち洪家拳のイメージとなっている。歩幅を広く取り強く拳を振るう広東南派の一派といわれているが、実は南少林寺、至善禅師伝の長橋大馬の技術と、同じく南少林寺、五枚尼姑伝の短橋狭馬両方の技法が完備されている。古伝の洪家拳（老洪拳）から長短の技術が完備され、現在の形にまとめあげたのが有名な黄飛鴻であるが、彼をモデルとした映画が何本も撮影されており、特に、劉家輝主演で映画化された「ワンス・アポン・ア・タイム 英雄少林拳 武館激闘」が有名。
詠春拳（えいしゅんけん）
詠春拳は、広東系短橋狭馬の代表格で、二字拑羊馬と呼ばれる狭いスタンスで立ち、スピーディーな手技を用いる。ブルース・リーが学んだ一派として有名である。詠春拳はブルース・リーが初めて学んだ武術として紹介されることが多いが、正確にはブルース・リーが初めて学んだ武術は父から学んだ太極拳である。伝説では南少林寺の五枚尼姑伝の拳技とされ、香港の葉問派詠春拳が最も有名であるが、他にいくつかの系統も確認されている。技術的には洪家拳と基本功で共通点が多く、両拳が技術的に交流していた事が窺い知れる。代表的な拳套（型）として小念頭、尋橋、標指があり、詠春拳にこの三套路を定めたのが詠春拳王とよばれた梁贊（1826～1901）である。木人樁（もくじんとう、木の人形）を使用した訓練でも有名である。技術的特徴は防御に重きが置かれ、詠春拳三大手と呼ばれる膀手・攤手・伏手とも全て防御技である。他に六點半棍と呼ばれる棍術と八斬刀という刀術が伝承されている。
蔡李佛（さいりぶつ）
蔡李佛の発祥は今から約170年前で、鴻勝舘蔡李佛、北勝舘蔡李佛、雄勝舘蔡李佛、洪聖舘蔡李佛の4派が有名である。比較的新しい拳術。蔡李佛百套といわれ、これは徒手や武器、対打などの型が実際に100種あるという意味ではなく、非常に多いという意味である。実際には100種を優に超える。徒手の型は”四十九套”と云われているが、その全てを教えているところはたぶん無く、系統にもよるが約10～20種ほどである。攻撃に重点が置かれ、基本は掛、哨、挿と呼ばれる代表的な3種類の攻撃技である。
白鶴拳（はっかくけん）
白鶴拳は、短橋狭馬を特徴する一派で、伝説では七娘が狐と鶴の闘う様子を見て、鶴の動きを取り入れたと言われる。狭いスタンス、短く早く使う手法は詠春拳に共通するが、技術的には根本的に別派である。
鶴の翼の動きから取り入れられた五形手（木形手、火形手、土形手、金形手、水形手）に特徴がある。現在では4つの門派に分かれており、鶴のそれぞれの動作を主としていることから白鶴門鳴鶴拳、白鶴門宿鶴拳、白鶴門食鶴拳、白鶴門飛鶴拳と呼ばれる。
非常に実用的であると評価されており五祖拳や意拳に動作が取り入れられるなど大きな影響を与えている。また、空手にも関係が深い。

## 武器
中国武術の多くの流派では多くの武器を用いる。中国武術においては武器は器械、または兵器と呼ばれるが、ここでは武器という呼称を用いる。使用される武器は門派によって異なるが全く武器を用いないという門派はない。そもそも武術の発達は戦時に武器を取って戦うことに始まることを考慮すると、武術の本質は武器術であり、徒手武術は武器を扱う前に学ぶべき身体の訓練であると考える人もいる。伝統的な門派においては必ず徒手格闘術と武器操法は同一の術理によって構成されている点も見逃せない。詠春拳は八斬刀や六點半棍という武器術は徒手と同様の術を見てとる事が出来るし八極拳は槍術が基本にある。近代において武器術との相関性見てとれない流派が数派存在するが、それら流派は銃器が台頭し始めた近代において登場した。また西欧より流入したボクシング等に対応すべく編み出された格闘試合を想定した流派（新派とも呼称）と見る事も出来る。
武器操法は、武器の形状によって変化し、それに伴って基盤となる身法も若干変化する。よって、多くの武器操法を身に付けられることは、身に付けた武器操法と同じ数の身法を身に付けることとなる。ただし、武器操法は一つの武器に対して、多数存在する。また、武器操法を一つの身法で一貫しようとする門派も多い。
武器には非常に多くの種類があるが、剣、刀、槍、棍が4大兵器と呼ばれる。剣や刀のように片手でもって扱う、比較的短い武器を短兵・短器械、槍や棍のように両手で扱う長い武器を長兵・長器械等と呼ぶ。これらの分類以外に、鞭のように紐状のものを指す軟器械、手の中に隠す匕首などを指す暗器械、両手にそれぞれ器械を持つ双器械などがある。

### 短器械

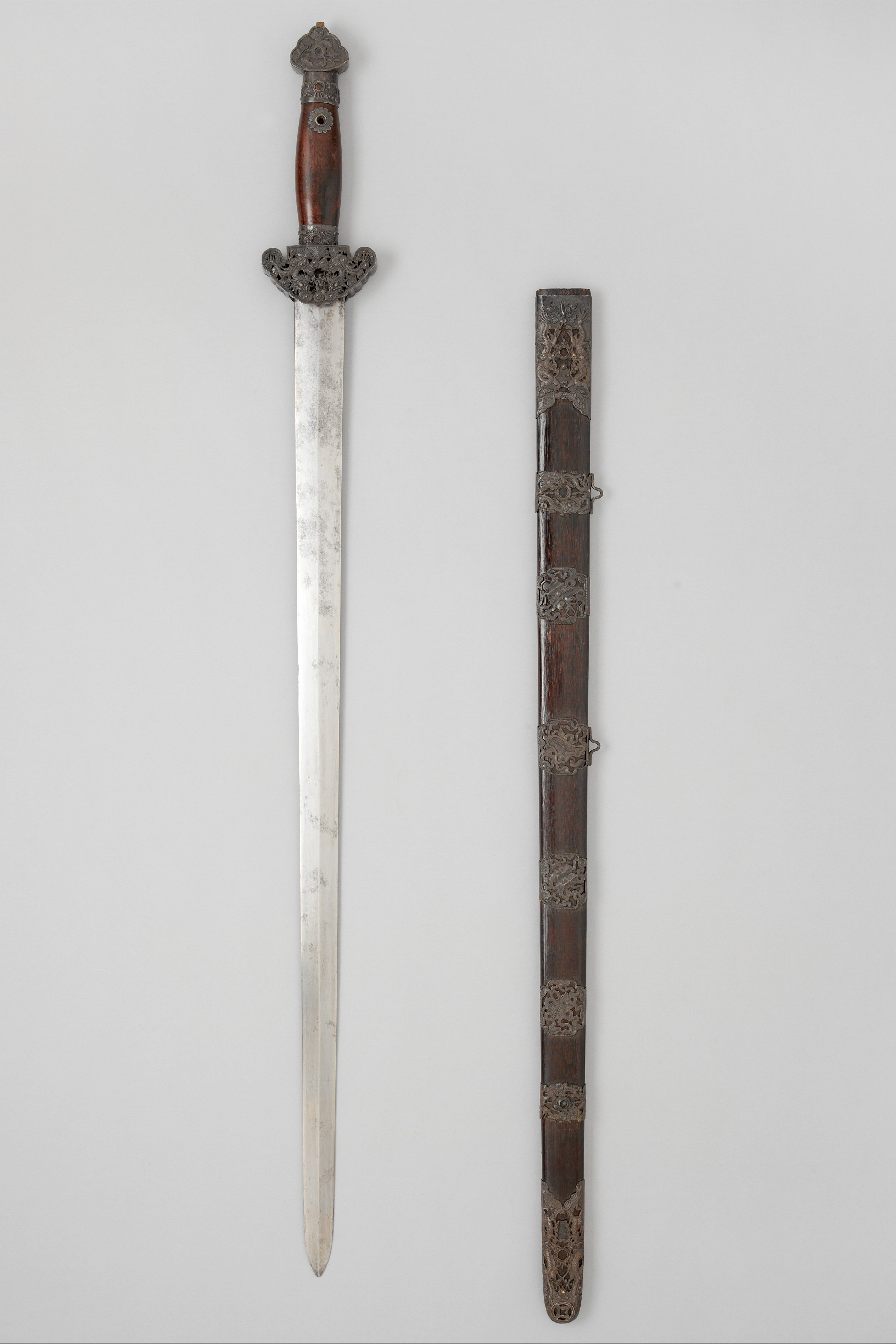
中国剣

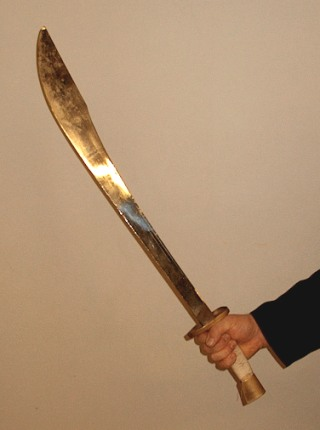
中国刀

剣
中国では剣は両刃で反りのないものを指す。近年は、よくしなるように作られている「軟剣」が主流。突、切、主体で、高度な技術が必要。大型の「双手剣」（両手剣）も存在する。
刀
片刃で反りのあるものが刀である。普通に刀は剣と比べ重量が重いため、角加速度を生かし威力を高めるように、円弧を描くような動作がよく見られる。また、叩きつけるように切る動作が多く、最強の攻撃力を誇る武器である。
中国人から見れば、「刀」である日本刀を使うのに剣術あるいは剣道と呼ぶのは奇妙に思われるであろう。日本語では剣から発展して日本刀となった歴史経過からその語義には混淆があり、同じ意味の言葉として用いられることがある。もし中国語本来の語義に従うならば、日本刀は片刃で反りがあるので刀に分類されるため、"刀術"、"刀道"が正しい表記ということになる。
中国で日本刀と混同される「苗刀」は室町時代以前の「大太刀」が起源で、主に明に対する輸出品であり、現在の日本刀からは想像できないほど大きく重い。そのため苗刀術には日本の剣術にない「平衡」を行うなど、新たな動作が加えられている。

### 長器械
棍
棍という真ん中が端より少し太い棒である。よくしなる木の白蝋樹（アオダモと近似のトネリコ属）などで作られる。棍を使った武術である棍術が日本で言うところの棒術となる。なお琉球（沖縄）では中国と同じく棍、棍術である。戦う時に手近の棒を使うことは自然なことであるので最古の武器だと考えられる。棍術では嵩山少林寺のものが有名で棍の少林寺と称された。全ての長器械の基本となる動作を含んでいるために「棍を根と為す」という言葉がある。
※（→槍#柄も参照）
槍
白蝋樹の棒の柄の先に刃物をつけた構造である。槍は最も洗練された戦場での武器であると考えられている。演じて美しく、実用性も高い。使いこなすには高度な技術と身法が要求される。形意拳は槍の遣い手が創始したという。
※（→槍#東アジア由来の槍及び長柄武器 （長器械・長兵器）も参照）